# Dobrosołowo (gromada)
Dobrosołowo – dawna gromada, czyli najmniejsza jednostka podziału terytorialnego Polskiej Rzeczypospolitej Ludowej w latach 1954–1972.
Gromady, z gromadzkimi radami narodowymi (GRN) jako organami władzy najniższego stopnia na wsi, funkcjonowały od reformy reorganizującej administrację wiejską przeprowadzonej jesienią 1954 do momentu ich zniesienia z dniem 1 stycznia 1973, tym samym wypierając organizację gminną w latach 1954–1972.
Gromadę Dobrosołowo z siedzibą GRN w Dobrosołowie utworzono – jako jedną z 8759 gromad na obszarze Polski – w powiecie konińskim w woj. poznańskim, na mocy uchwały nr 25/54 WRN w Poznaniu z dnia 5 października 1954. W skład jednostki weszły obszary dotychczasowych gromad Anielewo, Bochlewo, Cząstków, Dobrosołowo, Komorowo i Tokarki ze zniesionej gminy Kazimierz Biskupi, a także miejscowość Przytuki z dotychczasowej gromady Janowo ze zniesionej gminy Kleczew – w tymże powiecie. Dla gromady ustalono 22 członków gromadzkiej rady narodowej.
31 grudnia 1971 gromadę zniesiono, a jej obszar włączono do gromad: Kazimierz Biskupi (miejscowości Anielewo, Bałuty, Bochlewo, Bochlewo Pierwsze, Bochlewo Drugie, Budy, Cząstków, Cząstków Folwark, Dobrosiołowo, Dobrosiołowo Pierwsze, Dobrosiołowo Drugie, Dobrosiołowo Trzecie, Komorowo-Kolonia, Płoski, Raj, Stefanowo, Tokarki, Tokarki Pierwsze, Tokarki Drugie i Wierzchy) i Kleczew (miejscowości Przytuki i Przytuki-Kolonia) w tymże powiecie.